# Berestea, Dubrovîțea
Berestea (în ucraineană Берестя) este o comună în raionul Dubrovîțea, regiunea Rivne, Ucraina, formată numai din satul de reședință.

## Demografie
Componența lingvistică a comunei Berestea
     Ucraineană (99,56%)
     Alte limbi (0,41%)
Conform recensământului din 2001, majoritatea populației comunei Berestea era vorbitoare de ucraineană (99,56%), existând în minoritate și vorbitori de alte limbi.